# Kreuz (Guiry-en-Vexin)

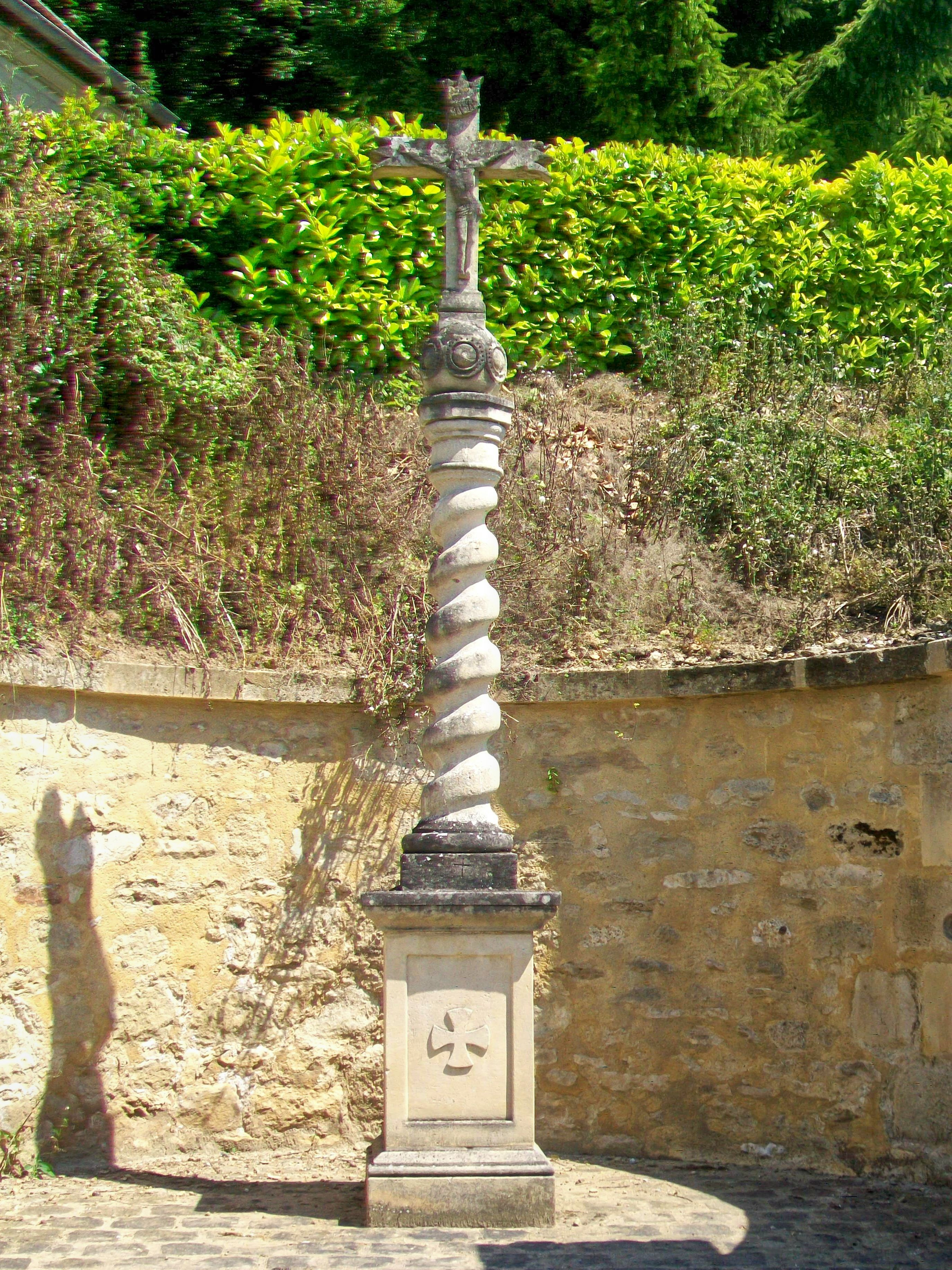
Kreuz in Guiry-en-Vexin, Fassade zur Cour d’honneur

Das Kreuz in Guiry-en-Vexin, einer französischen Gemeinde im Département Val-d’Oise in der Region Île-de-France, wurde 1855 errichtet. Seit 1985 steht das Kreuz mit seiner Einfriedung als Monument historique auf der Liste der Baudenkmäler in Frankreich.

## Beschreibung
Das Kreuz an der Rue Saint-Nicolas wurde 1855 von dem Bildhauer Firmin Denis geschaffen. Auf einem Sockel mit einem Tatzenkreuz als Relief steht eine gewundene Säule, auf der eine Kugel ein Kruzifix trägt.